# Ventilatievoud
Het ventilatievoud van een ruimte is het getal dat aangeeft hoeveel keer per uur de ruimte van verse lucht wordt voorzien, het is een maat voor de ventilatie van die ruimte. Waar veel mensen samenkomen, bijvoorbeeld in auditoria en concertzalen, is een hoog ventilatievoud noodzakelijk om te voorkomen dat de lucht muf wordt. Een ruimte met ventilatievoud 2 is een ruimte waarin per uur 2 keer het volume van de ruimte aan verse lucht wordt binnengeblazen.
{\displaystyle ventilatievoud={\frac {\ ingeblazen\ verse\ lucht\ }{\ inhoud\ van\ de\ ruimte\ }}={\frac {\ [m^{3}/h]\ }{\ [m^{3}]\ }}={\frac {1}{\ [h]\ }}}